# Episodi di Elena, diventerò presidente
La prima stagione della serie televisiva Elena, diventerò presidente, composta da 10 episodi, è stata pubblicata dal servizio on-demand Disney+ dal 17 gennaio 2020 al 20 marzo 2020.
In Italia la stagione è stata distribuita da Disney+ dal 24 marzo 2020, con l'arrivo della piattaforma nel paese. Il doppiaggio in italiano del primo episodio è stato reso disponibile a metà marzo 2020, il resto del doppiaggio fino all'episodio 8 a fine marzo 2020.
| n° | Titolo originale     | Titolo italiano                | Pubblicazione USA | Pubblicazione Italia |
| -- | -------------------- | ------------------------------ | ----------------- | -------------------- |
| 1  | Hello World          | Ciao mondo                     | 17 gennaio 2020   | 24 marzo 2020        |
| 2  | The New Deal         | Il nuovo accordo               | 24 gennaio 2020   | 27 marzo 2020        |
| 3  | Disaster Relief      | Soccorso in caso di catastrofe | 31 gennaio 2020   | 3 aprile 2020        |
| 4  | The National Mall    | Il Centro Commerciale          | 7 febbraio 2020   | 10 aprile 2020       |
| 5  | Whistleblower        | La nuova mascotte              | 14 febbraio 2020  | 17 aprile 2020       |
| 6  | Habeas Corpus        | La punizione                   | 21 febbraio 2020  | 24 aprile 2020       |
| 7  | Foreign Relations    | Nuove relazioni                | 28 febbraio 2020  | 1º maggio 2020       |
| 8  | Matters of Diplomacy | L'arte della diplomazia        | 6 marzo 2020      | 8 maggio 2020        |
| 9  | State of the Union   | Gita a Tallahasse              | 13 marzo 2020     | 15 maggio 2020       |
| 10 | Two Party System     | Sistema a due parti            | 20 marzo 2020     | 22 maggio 2020       |

## Ciao mondo
- Titolo originale: Hello World
- Diretto da: Gina Rodriguez
- Scritto da: Ilana Peña

### Trama
Prima del suo primo discorso come presidente, Elena riceve il suo vecchio diario della scuola media ed inizia a sfogliarlo. Nel primo capitolo, si sente tradita dalla sua ex migliore amica Jessica, ora amica della rivale di Elena, Melissa. Jessica e Melissa si vantano di avere i cicli in contemporanea e prendono in giro Elena per non essere abbastanza matura per avere il suo primo ciclo. Più tardi nel bagno, Elena scopre che Jessica ha mentito sul fatto di avere le mestruazioni. Jessica supplica Elena di non dirlo a nessuno. Nonostante tutto ciò che Jessica le ha fatto, Elena decide di non rivelare il suo segreto. Nel frattempo Gabi, la madre di Elena, non è pronta a dire ai suoi figli che sta uscendo con Sam. Quando Camila le consiglia di dirglielo, Gabi cambia argomento sottolineando che Camila non ha ancora detto ai suoi genitori che sta uscendo con un ragazzo. Tuttavia, Bobby ed Elena lo scoprono quando la trovano baciare Sam.

## Il nuovo accordo
- Titolo originale: The New Deal
- Diretto da: Angela Tortu
- Scritto da: Ilana Peña e Robin Shorr

### Trama
Elena si confronta con sua madre per non averle detto di uscire con Sam. Cerca di andare d'accordo con lui, ma quando Sam inizia a fare le cose che Elena faceva normalmente in casa, Elena si sente come se fosse stata sostituita. Dopo aver chiesto a Jessica perché l'ha sostituita come amica, Elena conclude che la sua famiglia non l'avrebbe mai sostituita. Tuttavia, quando trova Gabi che parla di letteratura con Sam, si precipita per restituire le ciambelle che aveva comprato in precedenza. Quando l'operatore parla allo sportello del servizio in macchina la chiama Lenny, Elena si convince che sta parlando con il suo defunto padre. Ammette di aver paura del cambiamento. Gabi arriva e assicura a Elena che è insostituibile. Aiuta anche Elena a rendersi conto che la sua reazione al cambiamento è una parte normale del dolore.

## Soccorso in caso di catastrofe
- Titolo originale: Disaster Relief
- Diretto da: Sam Bailey
- Scritto da: Hailey Chavez

### Trama
Quando Sasha convince Elena che ognuno ha la propria ragione di vita, Elena diventa determinata a trovare la sua. Prova diverse cose senza fortuna. Quando si propone come capitano di un uragano, lavora sodo per questo, ma dopo aver fatto un discorso, se lo aggiudica Ryan, un famoso giocatore di football che lo fa solo per il cappello da capitano. Elena in seguito si rende conto che la sua passione è fare gli annunci della scuola. Nel frattempo, la popolarità di Bobby aumenta dopo essere diventato il capitano della squadra di tennis. Quando una ragazza di nome Monyca gli chiede di incontrarla dietro un cassonetto, gli amici di Bobby lo convincono che vuole pomiciare. Cominciano a esercitarsi su come sganciare un reggiseno, ma quando Gabi li vede, annulla i suoi piani con Sam per parlargli di sesso. Gabi spiega a Sam che uscire con lei significa avere a che fare con i bambini perché sono la sua ragione di vita.

## Il Centro Commerciale
- Titolo originale: The National Mall
- Diretto da: Erin Ehrlich
- Scritto da: Brig Muñoz-Liebowitz

### Trama
Stanca di essere presa in giro da Melissa e Jessica per essere bambine, Elena e Sasha per sembrare adulte e mature entrano furtivamente in un centro commerciale per adulti per guardare reggiseni e biancheria intima. Dopo essersi imbattuti nella loro insegnante con un perizoma in mano, si sentono in imbarazzo e, nella confusione, Elena esce accidentalmente dal negozio con un reggiseno. Il suo senso di colpa per aver rubato quel reggiseno la perseguita fino a quando non decide di restituirlo e sistemare le cose. Bobby e Monyca stanno cercando in tutti i modi di trovare la privacy per potersi baciare. Quindi, i loro amici li aiutano organizzando un gioco di baci. Tuttavia, dopo il bacio, Bobby si sente insicuro e inesperto. Nel frattempo, Sam si chiede se sia pronto a gestire la responsabilità che deriva col stare con Gabi e dall'essere come un padre per i suoi figli. Guadagna fiducia in se stesso dopo aver aiutato Elena a restituire il reggiseno. Più tardi in bagno, sentendosi sicura e matura, Elena ha la sua prima mestruazione e chiama sua madre.

## La nuova mascotte
- Titolo originale: Whistleblower
- Diretto da: Angela Tortu
- Scritto da: Michael Jonathan Smith

### Trama
Gabi accoglie Elena alla femminilità e prepara un pasto per celebrare il primo periodo di Elena. Dopo aver appreso il caso di Gabi per proteggere i lavoratori di Waveline, Elena si sente ispirata a diventare una donna forte che lotta per il cambiamento come sua madre. Quindi, diventa determinata a cambiare la mascotte della scuola Swansby dopo aver appreso che Swansby era un uomo che era solito degradare le donne. Lei e Sasha raccolgono le firme necessarie ma rimangono deluse dal sapere che ci vorranno mesi per essere esaminati dal consiglio. Incapace di aspettare così a lungo, Elena decide di versare un secchio di succo d'arancia sulla mascotte durante la partita di tennis di Bobby. Sfortunatamente, si ritorce contro quando la mascotte usa Jessica come scudo umano. Più tardi, Gabi aiuta Elena a capire che il cambiamento richiede tempo. Nel frattempo, Bobby è felice che finalmente hanno scritto in modo corretto il proprio cognome (con ñ invece di n) sulla divisa da tennis. Tuttavia, un ragazzo della squadra rivale lo fa sentire insicuro prendendo in giro per lo strano segno sul suo nome.

## La punizione
- Titolo originale: Habeas Corpus
- Diretto da: Fernando Sariñana
- Scritto da: Hugh Moore

### Trama
Elena sta scontando una settimana di punizione per aver lanciato del succo d'arancia a Jessica durante la sua protesta contro la mascotte. Jessica prende in giro Elena solo per rendersi conto che Melissa ha posto fine alla loro amicizia dopo aver scoperto che ha mentito sul suo ciclo mestruale. Nel suo primo giorno, Elena evita i "Quelli delle Sei", un gruppo di studenti con una cattiva reputazione per cui regolarmente finiscono in punizione. Il giorno dopo, parla con loro solo per rendersi conto che tutte le cattive voci su di loro sono false. Sono solo vittime delle circostanze. Fa amicizia con loro e si siede con loro a pranzo il giorno successivo. Più tardi quel giorno, Elena perde un dibattito quando viene messo in dubbio la sua credibilità perché ha frequentato Quelli delle Sei. Quindi, inizia a evitare di essere vista con loro pubblicamente. Tuttavia, quando la sua punizione viene interrotta per un buon comportamento, Elena difende Quelli delle Sei e usa gli annunci del mattino per aiutarli mostrando alle persone come sono realmente. Nel frattempo, mentre guarda un film di culto terribile ma divertente con i suoi amici, Bobby si sente a disagio perché gli ricorda la morte di suo padre.

## Nuove relazioni
- Titolo originale: Foreign Relations
- Diretto da: Viet Nguyen
- Scritto da: LaDarian Smith

### Trama
Elena vuole che il ragazzo per cui ha una cotta da molto tempo, Joey le chieda di ballare al ballo della scuola media, ma scopre che vuole andarci con una ragazza di terza media. Quindi, Elena inizia a spiare le ragazze di terza media in modo che possa recitare e assomigliare a loro. Di conseguenza, si dimentica che era lì per Sasha che aveva bisogno del suo aiuto per prepararsi alla lettura di una poesia in pubblico. La loro ex amica Jessica interviene per aiutare Sasha. Dopo un'umiliante caduta e una conversazione con una di terza media, Elena decide di essere se stessa e chiede a Joey di uscire. In seguito si ricorda di Sasha ma è troppo tardi poiché Sasha ora sta trascorrendo del tempo con Jessica. Nel frattempo, dopo essere andato a un torneo di tennis, Bobby e il suo amico Liam sono rimasti bloccati in un ripostiglio. All'inizio, Bobby è frustrato ma Liam lo aiuta a rilassarsi. Comincia a mostrare potenziali sentimenti verso Liam poco prima che vengano salvati. Altrove, Gabi pensa di essere pronta a donare le cose del suo defunto marito, ma dopo aver visto una vecchia foto di loro insieme, si rende conto che non è pronta per andare avanti.

## L'arte della diplomazia
- Titolo originale: Matters of Diplomacy
- Diretto da: Kacie Anning
- Scritto da: Robin Shorr e Jessica Gonzalez

### Trama
Mentre si prepara per la danza della scuola media, Elena nota che ha dei baffi. Chiede aiuto a Sasha, ma Sasha è ancora arrabbiata perché Elena l'ha abbandonata durante la lettura della poesia. Sasha si sta preparando per andare al ballo con Jessica ma dice ad Elena che ha un appuntamento dal dentista. Dopo molti tentativi falliti di rimuovere i baffi e le sue bruciature, Elena si arrende e decide di andarci così. Al ballo, affronta Sasha per aver scelto Jessica e non lei, ma Sasha le rinfaccia che è egoista e pensa solo per sé. Nel frattempo, Bobby vuole andare a ballare con Liam invece della sua ragazza, Monyca. Quindi propone di andare al ballo in gruppo. Tuttavia, quando vede Liam ballare con una ragazza, diventa geloso e inizia una rissa. È costretto a lasciare il ballo e ad unirsi a sua sorella che era uscita dopo il litigio con Sasha. Altrove, Sam è entusiasta di incontrare la madre di Gabi e la sua famiglia allargata, ma Gabi non è ancora pronta.

## Gita a Tallahasse
- Titolo originale: State of the Union
- Diretto da: Melanie Mayron
- Scritto da: Hailey Chavez e Jerrica Long

### Trama
Elena non vede l'ora di fare un viaggio di classe a Tallahassee dove lei e Sasha avevano pianificato di essere coinquiline. Pensa che Sasha si scuserà per prima, ma Sasha rifiuta e sceglie Jessica come sua compagna di stanza. Elena intenzionalmente non prende l'autobus per evitare di incontrare Sasha e di imbarazzarsi. Tuttavia, dal momento che Gabi sta cercando di evitare Sam dopo la loro disastrosa cena in famiglia, si offre volontaria per portare Elena a Tallahassee. Sulla strada, Gabi convince Elena a scusarsi con Sasha, ed Elena la convince a parlare con Sam. All'arrivo, Elena si scusa e Sasha la perdona. Nel frattempo Bobby sta con Camila e la sua ragazza, Danielle. Dal momento che Camila sa che Bobby prova dei sentimenti per Liam, spera che lui riesca a parlarne con loro, ma non è pronto. La stessa Camila non è ancora riuscita a dirlo ai suoi genitori, il che aiuta Bobby a capire che è un processo che richiede tempo. Quindi, rompe con Monyca come parte del suo processo di capire le cose. Monyca capisce perché aveva già notato che a Bobby piace Liam più di lei.

## Sistema a due parti
- Titolo originale: Two Party System
- Diretto da: Gina Lamar
- Scritto da: Ilana Peña

### Trama
Elena, Sasha e Jessica stanno organizzando una festa durante il loro viaggio a Tallahassee. Quando Melissa convince Jessica a trasformarla in una festa solo su invito, Elena e Sasha organizzano la loro festa inclusiva. Tutti partecipano alla loro festa, lasciando Jessica sola. Elena si sente male per Jessica e la convince ad unirsi alla sua festa. Dopo la festa, Jessica ringrazia e si riunisce con Elena e Sasha. Tornato a casa, Bobby fa fatica a capire come dire a Liam che gli piace. Scrive a Liam ma dopo essersi incontrato, si spaventa e cambia argomento. Nel frattempo, Gabi aveva chiesto a Sam una pausa perché ama ancora il suo defunto marito, ma Bobby la convince che può amarli entrambi perché Sam non sostituisce Robert. Al suo ritorno a casa, Elena dice di essere stata ispirata da un senatore che ha incontrato a Tallahassee per combattere per l'inclusività. Si interessa alla politica e decide di candidarsi al consiglio studentesco.
In futuro, Elena fa il suo primo discorso presidenziale, affrontando la diversità e l'inclusività.